# El préstamo
"El Préstamo" (em português:  "O Empréstimo") é uma canção do artista musical colombiano Maluma. Foi lançado em 9 de março de 2018, como o terceiro single do terceiro álbum de estúdio de Maluma, F.A.M.E. (2018). Foi escrito por Maluma, Bryan Lezcano, Kevin Jimenez e Edgar Barrera, e foi produzido por Rude Boyz.

## Vídeo musical
O videoclipe de "El Préstamo" estreou em 9 de março de 2018 na conta Vevo de Maluma no YouTube. Foi dirigido por Jessy Terrero e apresenta a modelo americana Jenny Watwood. O vídeo começa com Maluma e sua namorada (Watwood) em um quarto de motel onde ele está fazendo uma ligação e depois diz a Watwood para estar preparado para amanhã. O vídeo então muda para Maluma e Watwood entrando em um banco disfarçado como um casal rico, a fim de obter acesso ao cofre do banco. Colocando seu plano em ação, ele e Watwood invadem o banco naquela noite usando uma bomba vermelha e roubam uma grande quantia de dinheiro. Enquanto Maluma e Watwood escapam, dois carros da polícia se aproximam deles com Watwood dominando-os com uma arma. O vídeo termina com Watwood traindo Maluma, abandonando-o à polícia, mantendo o dinheiro para si e as cenas em preto com as palavras "To Be Continued", assim ele é obrigado a sair com as mãos para cima, deixando assim o seu destino desconhecido.

## Faixas
| Download digital |               |                                                             |              |         |  |
| N.º              | Título        | Compositor(es)                                              | Produtor(es) | Duração |  |
| 1.               | "El Préstamo" | Juan Luis Londoño Kevin Jiménez Bryan Lezcano Edgar Barrera | Rude Boyz    | 3:04    |  |

## Desempenho nas paradas musicais
| Chart (2018)                                    | Maior posição |
| ----------------------------------------------- | ------------- |
| Argentina (Monitor Latino)                      | 6             |
| Bolívia (Monitor Latino)                        | 5             |
| Chile (Monitor Latino)                          | 10            |
| Colômbia (National Report)                      | 7             |
| Costa Rica (Monitor Latino)                     | 16            |
| El Salvador (Monitor Latino)                    | 10            |
| Equador (National-Report)                       | 1             |
| Eslováquia (Rádio Top 100)                      | 9             |
| Espanha (PROMUSICAE)                            | 10            |
| Estados Unidos (Bubbling Under Hot 100 Singles) | 8             |
| Estados Unidos (Billboard Hot Latin Songs)      | 10            |
| França (SNEP)                                   | 168           |
| Guatemala (Monitor Latino)                      | 9             |
| Honduras (Monitor Latino)                       | 9             |
| Itália (FIMI)                                   | 74            |
| México (Billboard Mexico Airplay)               | 1             |
| Paraguai (Monitor Latino)                       | 1             |
| Portugal (AFP)                                  | 83            |
| República Dominicana (Monitor Latino)           | 16            |
| Romênia (Media Forest)                          | 3             |
| Suíça (Schweizer Hitparade)                     | 68            |
| Venezuela (National-Report)                     | 32            |

| Chart (2018)               | Posição |
| -------------------------- | ------- |
| Argentina (Monitor Latino) | 23      |
| Romênia (Airplay 100)      | 14      |

## Vendas e certificações
| Região | Certificação | Vendas   |
| --- | ------------ | -------- |
| Espanha (PROMUSICAE) | Platina      | 40,000^  |
| Estados Unidos (RIAA) | 8× Platina   | 480,000‡ |
| Itália (FIMI) | Ouro         | 25,000‡  |
| *números de vendas baseados somente na certificação ^distribuições baseadas apenas na certificação ‡vendas+valores de streaming baseados somente na certificação |              |          |